# Surface-conduction electron-emitter display

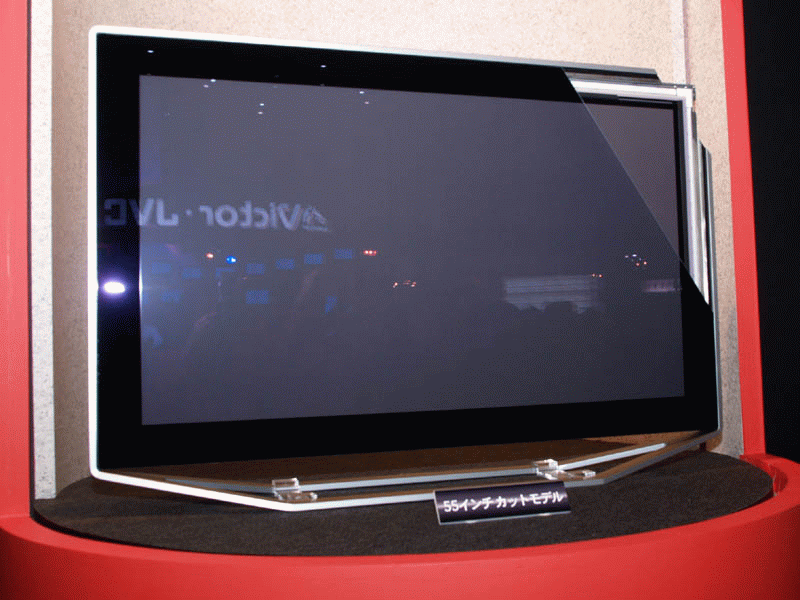
Prototipo SED Canon's 36", exibido na CES 2006

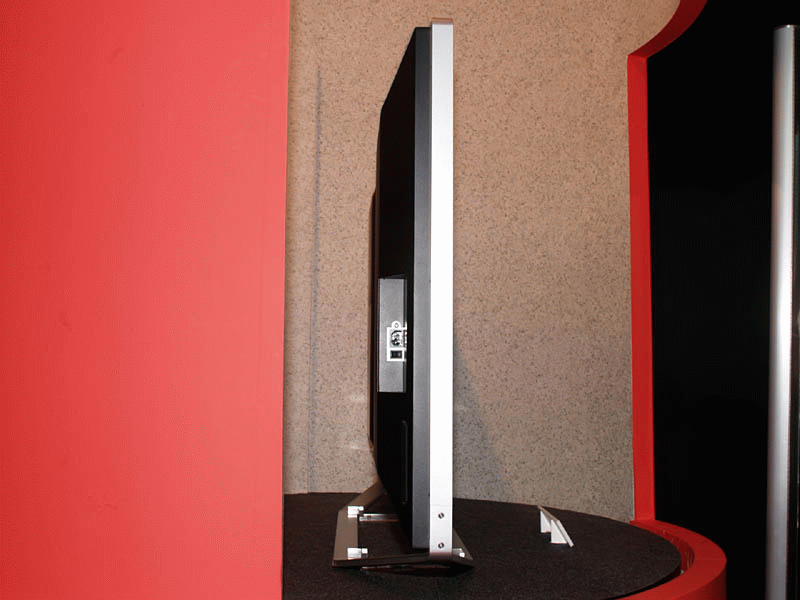
Outra visão do mesmo display, mostrando o que era um gabinete fino para a época

O ecrã de superfície condutora emissora de elétrons (SED) é uma tecnologia de displays de tela plana que usa uma superfície condutora elétrons emissora para cada pixel individual. A superfície condutora emite elétrons que excitam a cobertura de fósforo no painel da tela, o mesmo conceito básico encontrado nos televisores tradicionais de tubo de raios catódicos (CRT). Isso significa que os SEDs usam pequenos tubos de raios catódicos atrás de cada pixel (ao invés de um único tubo para todo a tela) e pode combinar a forma fina dos LCDs e Tela de Plasma com o ângulo de visão superior, contraste, níveis de preto, definição de cor e tempo de resposta dos píxeis dos CRTs. A Canon também diz que SEDs utilizam menos energia que as telas de LCD.
Depois de consideravais tempo e esforço no começo e meio dos anos 2000, os esforços em SED começaram a desacelerar em 2009 como LCD se tornou a tecnologia dominante. Em agosto de 2010, a Canon anunciou que eles encerrariam os seus esforços conjuntos para desenvolver SED comercialmente, sinalizando o fim dos esforços de desenvolvimento. SED era relacionada a outras tecnologias de display em desenvolvimento, field emission display, ou FED, com o diferencial primário no detalhe dos emissores de elétrons. A Sony, o principal patrocinador da FED também desistiram do seu esforço de desenvolvimento.

## Desvantagens
Como qualquer tecnologia baseada em fósforo, a SED pode ser susceptível a queima de pixels (pontos na tela). Isso foi um constante problema para pessoas usando monitores de televisão de CRT para câmeras de segurança. As primeiras telas de plasma tinham esse problema também, mas com desenvolvimento do fósforo, o problema foi bastante reduzido.

## Ligações Externas
- Canon Technology SED showcase (em inglês)
- SED News - April 2005 {(em inglês)
- Toshiba Press Release (em inglês)
- SED TV Reviews (em inglês)
- IGN: CES 2006 preview - Jan 2006 (em inglês)
- Close Encounters of the Third Kind: SED - Jan 2006 (em inglês)
- Standing in the shadows - March 2006 (em inglês)
- Identifying and counting point defects in carbon nanotubes ... (em inglês) - Nature Photonics
- Funding for organic-LED technology, patent disputes, and more ... (em inglês) - Nature Materials